# 稀斑肢鰩
稀斑肢鰩（學名：Cruriraja parcomaculata），為軟骨魚綱鰩目吞鰩科肢鰩屬的一種，分布於東南大西洋南非誇祖魯-納塔爾省至莫三比克海域，深度150至620公尺，本魚吻尖，覆蓋著明顯的大白刺，眼睛周圍、肩部以及從頸背到第一背鰭的幾排部位也有白刺，腹鰭分為可移動的腿狀前葉和可能與尾基部融合的後葉，上體沙褐色，通常散佈著深褐色和白色斑點，體長可達55公分，棲息在大陸坡海域，為底棲性魚類，屬肉食性，以甲殼類、多毛類等為食，卵生，卵呈長方形，尖端逐漸變細，向內彎曲，並具有細小的附著纖維，生活習性不明。